# Bernd Eckstein

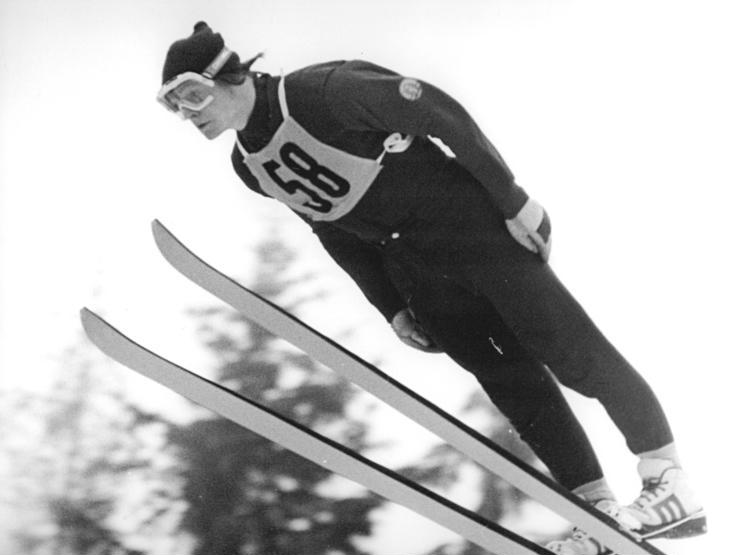
Bernd Eckstein i Oberhof 1973.

Bernd Eckstein, född 22 maj 1953 i Mengersgereuth-Hämmern i Thüringen, är en tysk tidigare backhoppare som tävlade för Östtyskland. Han representerade SC Motor Zella-Mehlis.

## Karriär
Bernd Eckstein startade i Tysk-österrikiska backhopparveckan säsongen 1970/1971. Där blev han nummer åtta i första tävlingen i Schattenbergschanze i Oberstdorf i Västtyskland. I nästa tävling, i Große Olympiaschanze i Garmisch-Partenkirchen blev han nummer 7. Han blev nummer 20 i Innsbruck och nummer 16 i avslutningstävlingen i Bischofshofen. Sammanlagt blev han nummer 9 i turneringen. Backhopparveckan 1970/1971 dominerades av Tjeckoslovakien som hade segraren Jiří Raška och tredjeplatsen vid Zbyněk Hubač, och dessutom Rudolf Höhnl på en femteplats sammanlagt.
Eckstein startade i junior-VM 1971 och blev junior-världsmästare.
Bernd Eckstein tävlade i backhopparveckan till säsongen 1978/1979. Hans största framgåmg kom under turneringen säsongen 1973/1974. Han misslyckades något i öppningstävlingen i Oberstdorf, där han blev nummer 16. Lagkamraterna Hans-Georg Aschenbach och Heinz Wosipiwo vann dubbelt. Aschenbach 20,1 poäng före Wosipiwo och 39,4 poäng före Eckstein. Under nyårstävlingen i Garmisch-Partenkirchen vann Walter Steiner från Schweiz före Aschenbach. Eckstein blev nummer 6. I Bergiselschanze i Innsbruck i Österrike blev Eckstein nummer 5, 121 poäng efter Aschenbach och i avslutningstävlingen i Paul-Ausserleitner-Schanze i Bischofshofen vann Eckstein före Steiner och Aschenbach. Han säkrade en tredjeplats sammanlagt. Hans-Georg Aschenbach vann tävlingen klart, 43,2 poäng före Walter Steiner och 60,8 poäng före Eckstein. Östtyskland hade fem backhoppare bland de åtta bästa sammanlagt.
Bernd Eckstein deltog i Skid-VM 1974 i Falun i Sverige. Eckstein tävlade i normalbacken där Östtyskland vann en dubbel genom Aschenbach och Dietrich Kampf. Eckstein blev nummer fem, 20,8 poäng bak segraren och endast 1,2 poäng från en bronsmedalj. Östtyskland vann även dubbelt i stora backen och Hans-Georg Aschenbach blev dubbel världsmästare.
Eckstein tävlade också i olympiska spelen 1976 i Innsbruck. I första backhoppstävlingen, i normalbacke, vann Östtyskland åter en dubbel genom Aschenbach och Jochen Danneberg. Bernd Eckstein blev nummer 32. I stora backen gick det bättre för Eckstein. Han slutade som nummer 7 i en tävling som totalt dominerades av Österrike och Östtyskland. Båda länderna hade alla sine fyra backhoppare bland de åtta bästa. Österrike vann en dubbel genom Karl Schnabl och Toni Innauer.
Bernd Eckstein blev nummer två i DDR-mästerskapen i normalbacke 1976 och 1978. Han har även en bronsmedalj från DDR-mästerskapen 1976 i stora backen.